# شهرگیر
شهرگیر نام چند تن از شخصیتهای شاهنامه فردوسی  است یکی سردار اسکندر و دیگری که این نوشتار در مورد اوست، سردار سپاه اردشیر بابکان در سرکوب هفتواد است.

### شهرگیر در داستانهفتواد[۴]
چون هفتواد در بالای کوهی قلعه‌ای ساخته و سپاهی در قلعه فراهم کرده بود امکان حمله با سپاه انبوه به هفتواد نبود. پس اردشیر بابکان خود را به صورت بازرگانی خراسانی جازده و وارد قلعه می‌شود. پس شاه به آن شهرگیر گفت: در اینجا با روشن‌روانی بمان و شب و روز سواران خردمند و راهنمایی را برای دیده‌بانی و پاسداری از سپاه بپای دار. من نیز اکنون بسان نیایم- اسفندیار- چاره‌ای بسازم.
اگر دیده‌بان شما در روز، دودی دید یا در شب آتشی همچون خورشید گیتی‌فروز بدید، بدانید که دیگر کار کرم بسر آمد و بخت از کرم بگردید. و همراه چندی روانه قلعه می‌شود.
| یکی مرد بُد نام او شهرگیر     |  | خردمند سالار شاه اردشیر    |
| چنین گفت پس شاه با پهلوان    |  | که ایدر همی‌باش روشن‌روان    |
| شب و روز کرده طلایه به‌پای    |  | سواران بادانش و رهنمای     |
| همان دیده‌بان دار و هم پاسبان |  | نگهبان لشکر به روز و شبان  |
| من اکنون بسازم یکی کیمیا     |  | چو اسفندیار آنک بودم نیا   |
| اگر دیده‌بان دود بیند به‌روز   |  | شب آتش چو خورشید گیتی فروز |
| بدانید کامد به‌سر کار کرم     |  | گذشت اختر و روز بازار کرم  |
| گزین کرد زان مهتران هفت مرد  |  | دلیران و شیران روز نبرد    |
| .                            |  | ......                     |
| به‌بازارگانی خراسانیم         |  | به‌رنج اندرون بی‌تن آسانیم   |

پس از کشتن کرم هفتواد، اردشیر دود تیره‌ای از فراز بام دژ برانگیخت و بدین گونه دلیری خود را به سالار سپاه خود نشان داد. دیده‌بان که آن دود را بدید، شتابان به نزد شهرگیر رفت و بدو گفت:
اردشیر شاه پیروز گشت. شهرگیر نیز با شنیدن این سخن، سپاهیان را به نزدیک شاه آورد.
| برانگیخت از بام دژ تیره دود |  | دلیری به‌سالار لشکر نمود   |
| دوان دیده‌بان شد بر شهرگیر   |  | که پیروزگر گشت شاه اردشیر |
| بیامد سبک پهلوان با سپاه    |  | بیاورد لشکر به‌نزدیک شاه   |

چون هفتواد از کشته شدن کرم آگه شد، دلش پر از درد و سرش پر از باد گشت. پس بیآمد تا دژ را بگیرد. لیک در همان هنگام اردشیر به فراز باروی دژ رفت و هرچند که هفتواد بسیار برای گرفتن دژ کوشید، لیک موفق نشد. از سوی دیگر هم سپاهیان اردشیر به فرماندهی شهرگیر به آنجا رسیدند. پس اردشیر شاه از فراز باروی دژ به شهرگیر گفت: ای پهلوان، به جنگ بشتاب. چون سپاهیان ایران آواز شاه را شنیدند، همگی دل گرفتند و هفتواد گرفتار گشت. شاهوی- پسر بزرگ و سالار هفتواد- نیز به دست ایرانیان گرفتار آمد.
| چو آگاه شد زان سخن هفتواد    |  | دلش گشت پر درد و سر پر ز باد |
| بیامد که دژ را کند خواستار   |  | برآن باره‌بر شد دمان شهریار   |
| بکوشید چندی نیامدش سود       |  | که بر باره دژ پی شیر بود     |
| وزآن روی لشکر بیامد چو کوه   |  | بماندند بر داغ و درد آن گروه |
| چنین گفت زان باره شاه اردشیر |  | که نزدیک جنگ آی ای شهرگیر    |
| اگر گم شود از میان هفتواد    |  | نماند به‌چنگ تو جز رنج و باد  |
| که من کرم را دادم ارزیز گرم  |  | شد آن دولت و رفتن تیز نرم    |
| شنید آن همه لشکر آواز شاه    |  | به‌سر برنهادند ز آهن کلاه     |
| از آن دل گرفتند ایرانیان     |  | ببستند با درد کین را میان    |
| سوی لشکر کرم برگشت باد       |  | گرفتار شد در میان هفتواد     |
| همان نیز شاهوی عیّار اوی      |  | که مهتر پسر بود و سالار اوی  |
| فرود آمد از باره شاه اردشیر  |  | پیاده ببد پیش او شهر گیر     |
| ببردند بالای زرّین لگام       |  | نشست از برش مهتر شادکام      |
| بفرمود پس شهریار بلند        |  | زدن پیش دریا دو دار بلند     |
| دو بدخواه را زنده بر دار کرد |  | دل دشمن از خواب بیدار کرد    |